# Adimant de Corint
Adimant (grec antic: Ἀδείμαντος, llatí: Adeimantus), fill d'Òcit (grec antic: Ὠκύτος), fou un militar corinti.
Era un dels comandants de Corint durant la invasió de Grècia per Xerxes I de Pèrsia. Abans de la batalla d'Artemísion va voler sortir amb la seva nau, però Temístocles el va fer quedar. Abans de la batalla de Salamina es va oposar amb insolència a Temístocles durant el consell de comandants. Els atenensos el van acusar de voler-se escapar tot just començar la batalla però els corintis i altres grecs no van ser de la mateixa opinió.